# Чемпионат Европы по фигурному катанию 1911
Чемпионат Европы по фигурному катанию 1911 года прошёл в Санкт-Петербурге (Российская империя) 12 февраля 1911 года. Соревновались только мужчины. Победу одержал Пер Турен.

## Результаты
| Место | Имя               | Страна   | Обязательные фигуры | Произвольное катание | Сумма баллов | Сумма мест |
| ----- | ----------------- | -------- | ------------------- | -------------------- | ------------ | ---------- |
| 1     | Пер Турен         | Швеция   | 2                   | 1                    | 2058,7       | 15         |
| 2     | Карл Олло         | Россия   | 2                   | 3                    | 2026,5       | 17         |
| 3     | Вернер Риттбергер | Германия | 5                   | 2                    | 1990,5       | 21         |
| 4     | Иван Малинин      | Россия   | 4                   | 3                    | 1940,0       | 25,5       |
| 5     | Андор Сенде       | Венгрия  | 4                   | 5                    | 1897,5       | 26,5       |

## Судейство
| Алексей Лебедев     | Россия                        |
| Александр Ивашенцов | Россия                        |
| Arthur von Dezső    | Венгрия                       |
| Рудольф Сундгрен    | Великое княжество Финляндское |
| Георгий Сандерс     | Россия                        |
| Сергей Шустов       | Россия                        |
| П. Бюттнер          | Россия                        |